# Hickman (Nebraska)
Hickman – miasto w Stanach Zjednoczonych, w stanie Nebraska, w hrabstwie Lancaster.